# Руммель, Хенрик
Хенрик Руммель (англ. Henrik Rummel; род. 26 сентября 1987, Копенгаген) — американский гребец датского происхождения, выступавший за сборную США по академической гребле в период 2004—2016 годов. Бронзовый призёр летних Олимпийских игр в Лондоне, чемпион мира, победитель этапов Кубка мира, победитель и призёр многих регат национального значения.

## Биография
Хенрик Руммель родился 26 сентября 1987 года в Копенгагене, Дания. В 2000 году переехал на постоянное жительство в США.
Заниматься академической греблей начал в 2001 году во время учёбы в старшей школе в Питтсфорде, штат Нью-Йорк. Позже состоял в гребной команде Гарвардского университета, неоднократно принимал участие в различных студенческих регатах.
Впервые заявил о себе в гребле на международной арене в 2004 году, став пятым в восьмёрках на юниорском мировом первенстве в Баньолесе. Год спустя на аналогичных соревнованиях в Бранденбурге в той же дисциплине получил золото
В 2008 году отметился победой в восьмёрках на молодёжной регате в Бранденбурге.
Первого серьёзного успеха на взрослом международном уровне добился в сезоне 2009 года, когда вошёл в основной состав американской национальной сборной и в зачёте распашных рулевых двоек одержал победу на чемпионате мира в Познани.
В 2010 году в четвёрках без рулевого выиграл серебряную медаль на этапе Кубка мира в Мюнхене, стал пятым на мировом первенстве в Карапиро.
На чемпионате мира 2011 года в Бледе показал в безрульных четвёрках восьмой результат.
Благодаря череде удачных выступлений удостоился права защищать честь страны на летних Олимпийских играх 2012 года в Лондоне. В составе экипажа-четвёрки без рулевого в финале пришёл к финишу третьим позади команд из Великобритании и Австралии — тем самым завоевал бронзовую олимпийскую медаль.
После лондонской Олимпиады Руммель остался в составе гребной команды США на ещё один олимпийский цикл и продолжил принимать участие в крупнейших международных регатах. Так, в 2013 году в безрульных четвёрках он победил на этапе Кубка мира в Люцерне и взял бронзу на чемпионате мира в Чхунджу.
В 2014 году побывал на мировом первенстве в Амстердаме, откуда привёз награду серебряного достоинства, выигранную в зачёте безрульных четвёрок — в финале пропустил вперёд только британских гребцов.
В 2015 году в безрульных четвёрках победил на этапе Кубка мира в Варезе, в то время как на чемпионате мира в Эгбелете квалифицировался лишь в утешительный финал B и расположился в итоговом протоколе соревнований на седьмой строке.
Находясь в числе лидеров американской национальной сборной, благополучно прошёл отбор на Олимпийские игры 2016 года в Рио-де-Жанейро. На сей раз не смог попасть в число призёров в программе безрульных четвёрок, отобрался в финал B и стал в конечном счёте седьмым. Вскоре по окончании этих соревнований принял решение завершить спортивную карьеру.